# Талог (ТВ филм)
Талог је српска телевизијска драма из 2014. године. Режирао ју је Миливоје Мишко Милојевић, а сценарио је написао Владимир Ђурђевић према приповеци Вељка Петровића.